# Побєда (Волгоградська область)
Побєда (рос. Победа) — селище у Биковському районі Волгоградської області Російської Федерації.
Населення становить 1061  особу. Входить до складу муніципального утворення Побєдинське сільське поселення.

## Історія
Селище розташоване у межах українського історичного та культурного регіону Жовтий Клин.
Згідно із законом від 21 лютого 2005 року № 1010-ОД органом місцевого самоврядування є Побєдинське сільське поселення.

## Населення
| 2010 | 2012  | 2013  | 2014  | 2015  | 2016  | 2017  |
| ---- | ----- | ----- | ----- | ----- | ----- | ----- |
| 1028 | ↗1031 | ↗1036 | ↗1048 | ↗1055 | ↗1058 | ↗1061 |